# Relatório de progresso
Um relatório de progresso é um documento que destina-se informar sobre o momento de uma investigação, projecto de investimento, processo de utilização de terapia, acompanhamento de pacientes com necessidade de tratamento especial, desempenho de qualquer tipo, quer seja humano ou tecnológico.
Fornece informação com regularidade, em intervalos de tempo pré-definidos.  Ex: semanalmente, mensalmente, trimestralmente...
Registam o progresso ao longo de um período específico de tempo
Fazem comparações de período para período de mudanças e identificam as suas  causas e efeitos. 
São essenciais para a tomada de decisão efetiva